# Krzyż (album)
Krzyż – drugi album zespołu Chłopcy z Placu Broni wydany w 1991 roku nakładem Reynoll Music.
Nagrań dokonano w krakowskim Teatrze STU. Realizacja nagrań: Piotr Brzeziński i Zbigniew Grzywacz. Foto: A. Niedoba. Projekt graficzny: M. Suchowiak.

## Lista utworów
Źródło:.
| Nr | Tytuł utworu                      | Muzyka                                                     | Tekst              | Długość |
| -- | --------------------------------- | ---------------------------------------------------------- | ------------------ | ------- |
| 1. | „Krzyż”                           | Dariusz Adamczyk                                           | Rafał Wojaczek     | 3:51    |
| 2. | „Number 7”                        | Bogdan Łyszkiewicz                                         | Bogdan Łyszkiewicz | 2:42    |
| 3. | „Hare Krisna”                     | Dariusz Adamczyk, Bogdan Łyszkiewicz, Wojciech Namaczyński | Bogdan Łyszkiewicz | 3:26    |
| 4. | „Wystarczy żyć”                   | Bogdan Łyszkiewicz                                         | Bogdan Łyszkiewicz | 3:55    |
| 5. | „Chłopcy i dziewczyna”            | Bogdan Łyszkiewicz                                         | Bogdan Łyszkiewicz | 3:58    |
| 6. | „Kocham cię”                      | Bogdan Łyszkiewicz                                         | Bogdan Łyszkiewicz | 4:36    |
| 7. | „Zawsze będę kochał cię jak nikt” | Bogdan Łyszkiewicz                                         | Bogdan Łyszkiewicz | 3:56    |
| 8. | „Naprawić świat”                  | Bogdan Łyszkiewicz                                         | Bogdan Łyszkiewicz | 3:08    |
| 9. | „Jesteśmy nieśmiertelni”          | Bogdan Łyszkiewicz                                         | Bogdan Łyszkiewicz | 3:42    |
|    |                                   |                                                            |                    | 33:14   |

## Twórcy
Źródło:.
- Bogdan Łyszkiewicz – śpiew, gitara
- Franz Dreadhunter – gitara basowa
- Wojciech Namaczyński – perkusja
- Piotr Kruk – gitara